# Александра Трајковић
Александра Трајковић (Косовска Митровица, 13. октобар 1975) српска је пијанисткиња и професорка клавира. Она је шеф Катедре за клавир Универзитета у Приштини.

## Живот и рад
Рођена је у Косовској Митровици, рано школовање започела је у Музичкој школи Стеван Мокрањац у Приштини, а наставила на Факултету уметности Универзитета у Приштини, где је била студент професорке Дуње Кошанин. Дипломирала је 1998. године, а постдипломске студије завршила на истом факултету у класи реномираног професора Марка Савића (2006). Поред тога, студирала је код Арба Валдме и Душана Трбојевића.
Као солиста и камерни музичар, наступала је широм Србије и некадашње Југославије (Београд, Приштина, Скопље, Подгорица, Призрен, Косовска Митровица, Крушевац, Лазаревац, Звечан и др.) и освајала награде на више такмичења. Снимала је за Радио Приштину и Радио телевизију Србије.
Предаје клавир на Универзитету у Приштини од 2000. године. Прво је радила као професор клавира у средњој школи и корепетитор ученика професора Савића, а 2004. године именована је за доцента на предмету клавир.
Предавала је и у музичким школама у Приштини, Крагујевцу и Лазаревцу.

## Награде
Награђена је Видовданском наградом СО Лазаревац за изузетан педагошки допринос у 2000. години.